# Cromossoma 10

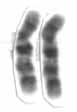
Par de cromossoma 10

O cromossoma 10 é um dos 23 pares de cromossomas do cariótipo humano.

## Genes
- ALOX5: Arachidonate 5-Lipoxygenase (processes essential fatty acids to leukotrienes, which are important agents in the inflammatory response; also facilitates development and maintenance of cancer stem cells, slow-dividing cells thought to give rise to a variety of cancers, including leukemia);

| Gene      | Descrição |
| --------- | --- |
| CDH23     | cadherin-like 23 |
| CXCL12    | chemokine (C-X-C motif) ligand 12, SDF-1, scyb12 |
| EGR2      | early growth response 2 (Krox-20 homolog, Drosophila) |
| ERCC6     | excision repair cross-complementing rodent repair deficiency, complementation group 6 |
| FGFR2     | fibroblast growth factor receptor 2 (bacteria-expressed kinase, keratinocyte growth factor receptor, craniofacial dysostosis 1, Crouzon syndrome, Pfeiffer syndrome, Jackson-Weiss syndrome) |
| HELLS     | Lymphoid-specific helicase |
| PCBD1     | 6-pyruvoyl-tetrahydropterin synthase/dimerization cofactor of hepatocyte nuclear factor 1 alpha (TCF1)                                                                                       |
| PCDH15    | protocadherin 15 |
| PTEN gene | phosphatase and tensin homolog (mutated in multiple advanced cancers 1) |
| RET       | ret proto-oncogene (multiple endocrine neoplasia and medullary thyroid carcinoma 1, Hirschsprung disease)                                                                                    |
| UROS      | uroporphyrinogen III synthase (congenital erythropoietic porphyria) |

## Doenças
O cromossomos é constituído por 24 genes colaterais 